# Diecéze Thucca in Numidia
Diecéze Thucca in Numidia (italsky Tucca di Numidia) je titulární diecéze římskokatolické církve.

## Historie
Město Thucca in Numidia je pravděpodobně identifikovatelné s alžírským sídlem Henchir-El-Abiodh a bylo diecézním sídlem římské provincie Africa Proconsularis. Jsou doloženi dva její biskupové, Saturninus v roce 255 a Sabinus v roce 411. Sídlo i diecéze zanikly během muslimské expanze v Maghrebu v 7. století.

## Titulární sídlo
Diecéze byla obnovena jakožto titulární sídlo v roce 1933.

## Titulární biskupové
| hodnost          | jméno                                    | od   | do   |
| ---------------- | ---------------------------------------- | ---- | ---- |
| titulární biskup | Juan Vicente Solís Fernández,            | 1967 | 1973 |
| titulární biskup | Federico Richter Fernández-Prada, O.F.M  | 1973 | 1979 |
| titulární biskup | Jean-Baptiste Tiendrebeogo (Kiedrebeogo) | 1981 | 1996 |
| titulární biskup | Joseph Perumthottam                      | 2002 | 2007 |
| titulární biskup | Liro Vendelino Meurer                    | 2009 | 2013 |
| titulární biskup | Martin David                             | 2017 | 2023 |